# Владимир Григоров
Владимир Стоянов Григоров е български художник и учител.

## Биография
Роден е в Кюстендил. Завършва Художествената академия в Прага, специалност живопис, в класа на проф. Макс Швабински (1925 – 29). Участва в общи художествени изложби в България и в чужбина.
Изявява се в областта на живописта и графиката, предимно като портретист. Рисува „Портрет на Христина Морфова" (Прага), „Портрет на проф. Асен Златаров", „Портрет на Димитър Кукудов", „Партизанин" (притежание на Художествената галерия „Владимир Димитров – Майстора") и др.
Преподава рисуване във Велико Търново, София и Кюстендил.